# Billaea vitripennis
Billaea vitripennis là một loài ruồi trong họ Tachinidae.